# إدوين إي. ويليس
إدوين إي. ويليس (بالإنجليزية: Edwin E. Willis)‏ هو محامي وكاتب ورائد أعمال وسياسي أمريكي، ولد في 2 أكتوبر 1904 في الولايات المتحدة، وتوفي في 24 أكتوبر 1972 في الولايات المتحدة. حزبياً، نشط في الحزب الديمقراطي. وقد انتخب عضو مجلس ولاية لويزيانا (يناير 1948 – ) وانتخب عضو مجلس النواب الأمريكي (3 يناير 1949 – 3 يناير 1969).